# Elis (Grækenland)
 For alternative betydninger, se Elis. (Se også artikler, som begynder med Elis)
Elis  var hovedstaden i  antikke landskab en by der tidligere var en provins  i det sydlige Grækenland i den nordvestlige del af halvøen Peloponnes. Provinsen er især kendt for Olympia, hvor antikkens olympiske lege i det antikke Grækenland blev afholdt. Elis blev i 2006 en by fra at være en provins.